# The Head
The Head, llamada El cabezón en español, es una serie animada para adultos creada por Eric Fogel, producida por MTV para el show animado MTV Oddities (En Estados Unidos) o Los Fenómenos de MTV (en Hispanoamérica). El canal de animaciones para adultos Locomotion, también emitió la serie para Latinoamérica, pero doblada al español.

## Argumento
The Head una serie que cuenta la historia de Jim, un estudiante de la escuela comercial que despierta una mañana y ve que su cráneo se ha agrandado a las proporciones de un mamut. Una semana después, Jim conoce a Roy, un forastero un poco purpúreo con un simpar sentido del humor que se ha instalado en su cabeza. Roy necesita un lugar para quedarse y adaptarse al ambiente de la Tierra mientras que su misión es salvar al mundo de un forastero hambriento llamado Gork. Jim está acompañado por Roy, su novia, Madelyn, su doctor, Richard Axel, y un grupo de personas anormales. El grupo consiste en Ray, un hombre que tiene una hoja de cortacésped incrustada en su cráneo; Mona, una mujer que parece normal pero que tiene una cola; Ivan , un hombre que tiene una boca en su pecho; Raquel, una mujer que tiene una nariz enorme; y por último esta Buckteeth, un hombre que tiene una pecera en su boca.

## Episodios

### Temporada 1 (1994–1995)
La primera temporada constó de 7 capítulos. Cada capítulo está dividido en dos segmentos, haciendo un total de 13 segmentos. El final de temporada concluyó originalmente con un avance extendido de la siguiente serie de Oddities: The Maxx.
1. The Head / The Date
2. The Mission / The First Piece
3. The Museum / Jim's Plan
4. The Jungle / Hillbilly Town
5. Rebellion / Mona's Secret
6. Nite Raid / Rescue
7. The Invasion

### Temporada 2 (1996)
1. The Pasquale Mendoza Show
2. The Rise and Fall of Jim
3. Return of the Spider
4. The Taste of Romance
5. Legend of the Blues
6. The Bad Seed
7. Rats

## Transmisión
La serie fue estrenada en el bloque MTV Oddities de la señal MTV en 1994. Después de la primera temporada (primeros 7 episodios o 13 mini episodios) que habían salido al aire, MTV decidió hacer otra serie titulada The Maxx. Cuando The Maxx concluyó, The Head volvió con un nuevo lote de episodios en 1996, pero el enfoque de Jim y Roy cambia con respecto a las personas anormales. Además, en estos nuevos episodios fue cambiada la estructura de los episodios anteriores. Poco después de que esta segunda parte terminara, The head (junto con las otras series de MTV) desapareció. La serie fue doblada tanto al español como al portugués y transmitida por el canal Locomotion para América Latina, con varias repeticiones entre los años 2000 y 2004.
La primera temporada se vendió en un video bajo el título The Head Saves the Earth. Estos episodios se habían modificado (algo similar pasó con The Maxx) para que ocuparan menos de dos horas. El segundo lote de episodios nunca se vendió en video.

## Doblaje

### México
- Jim - Mario Castañeda
- Roy - Eduardo Tejedo
- Ray - Eduardo Tejedo
- Madeline - Love Santini
- Chin - Carlos del Campo
- Chin - Humberto Vélez; Jorge Palafox
- Dr. Richard Axel - Paco Mauri
- Lucas Scott - Miguel Ángel Ghigliazza
- Agente Marshall - Humberto Solórzano
- Guía de turistas - Jesse Conde (un cap.)
- Turista - Jaime Vega (un cap.)
- Hombre del público - Ricardo Tejedo (un cap.)
- El Diablo - Humberto Solórzano (un cap.)
- Narrador - Blas García (algunos capítulos.)

## La novela gráfica
En 1996 apareció la novela gráfica The Head, una historia basada en un episodio que nunca se filmó. La tapa muestra un cuadro de Jim y pliegues de lo que está en su cabeza (Roy). La historia incluyó el retorno del Dr. Elliot, que fue visto por última vez en la nave espacial de los Gorks.
- Datos: Q1163537